# Josia frigida
Josia frigida är en fjärilsart som beskrevs av Druce 1885. Josia frigida ingår i släktet Josia och familjen tandspinnare. Inga underarter finns listade i Catalogue of Life.